# موگامی یوشی‌آکی

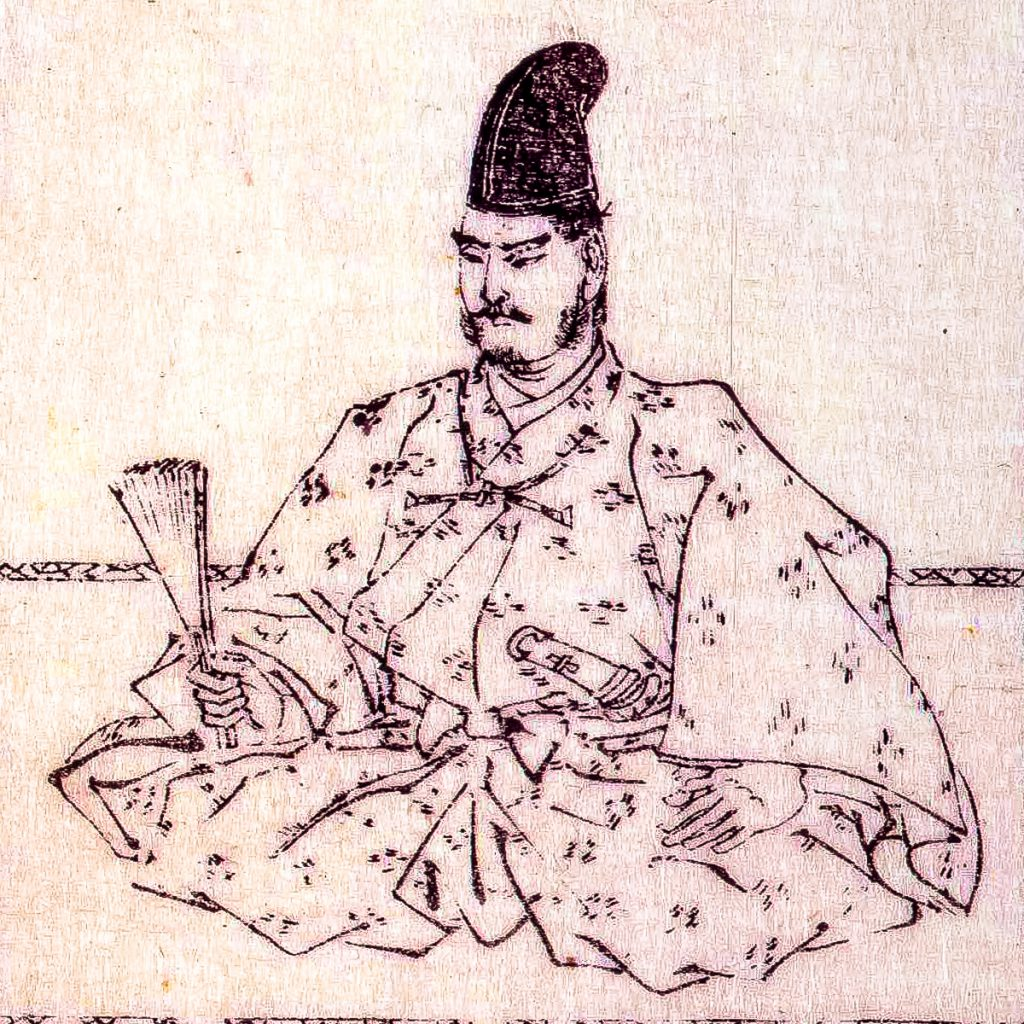
موگامی یوشی‌آکی، نویسنده و پژوهشگر ژاپنی که به تحلیل فرهنگ و تاریخ ژاپن می‌پرداخته و نویسنده کتاب‌های مشهور در این زمینه است.

موگامی یوشی‌آکی (به ژاپنی: 最上 義光 もがみ よしあき Mogami Yoshiaki) (۱۵۴۴–۱۶۱۴ میلادی) یک دایمیو در دوره سنگوکو و اوایل دوره ادو بود. او جزو سپاهیانی بود که در نبرد سکیگاهارا در جبهه سپاه شرقی بودند و به نفع توکوگاوا ایه‌یاسو عمل کردند.